# Inmigración británica en México
La inmigración británica en México se inició inmediatamente desde que el país logró su independencia, el Reino Unido fue uno de los primeros países en reconocer al México independiente y una de las primeras embajadas británicas fue construida en la ciudad de Pachuca. De acuerdo con el censo 2020 del INEGI, hay 4.030 ciudadanos británicos residiendo en México.
Se destaca la comunidad de Cornualles, que conforma la única diáspora córnica notable instalada en un país de habla hispana.

## Historia

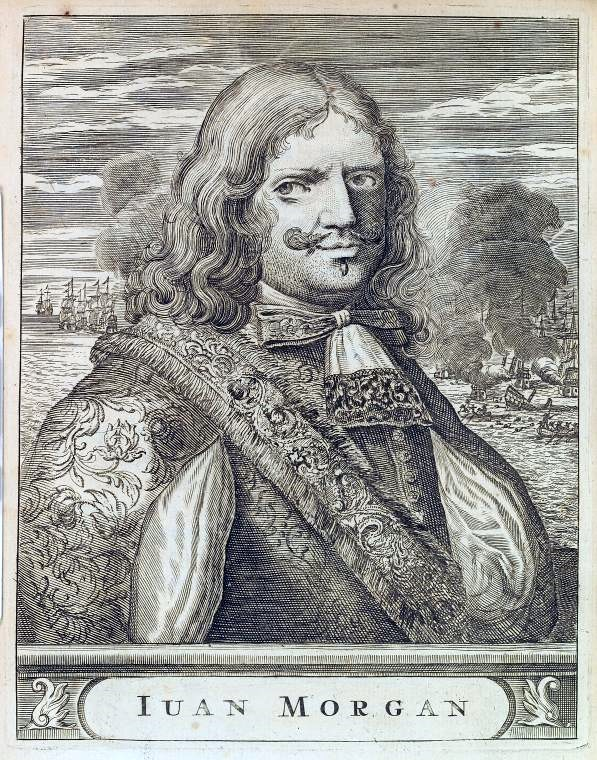
Henry Morgan en la Ciudad de Campeche.

Los primeros británicos llegaron a México durante el siglo XVI, cuando sus barcos piratas encallaban en las costas del golfo de México o del Pacífico, sus asentamientos se situaron en las costas de Texas (como los de la isla de Galveston) y otros en Belice, para tratar de invadir la Nueva España y conquistar el territorio español. 
La comunidad británica trajo consigo varias costumbres que se consolidaron con las de los hidalguenses, como el fútbol o el paste. Las comunidades de galeses y escoceses se asentaron principalmente en Nuevo León, Aguascalientes, Jalisco, Tamaulipas, San Luis Potosí y Veracruz. En la actualidad, la comunidad británica destaca sobre todo en el ámbito empresarial, así como en la difusión del idioma inglés. Disponen de iglesias donde se profesa el anglicanismo y actualmente se está remodelando la que fuera primera iglesia anglicana de México, la Christ Church Parish (uno de los dos edificios de estilo arquitectónico neogótico inglés que existen en México) para albergar el Museo Británico-Americano. Existen instituciones tales como la escuela Greengates (a la que suelen acudir hijos de embajadores y extranjeros radicados en México), la Fundación Anglo-Mexicana (The Anglo Mexican Foundation), donde se promueve el intercambio cultural a través de su sección cultural Anglo Arts y la enseñanza el idioma inglés, y el Consejo Británico (British Council) entre otros.

### Pachuca

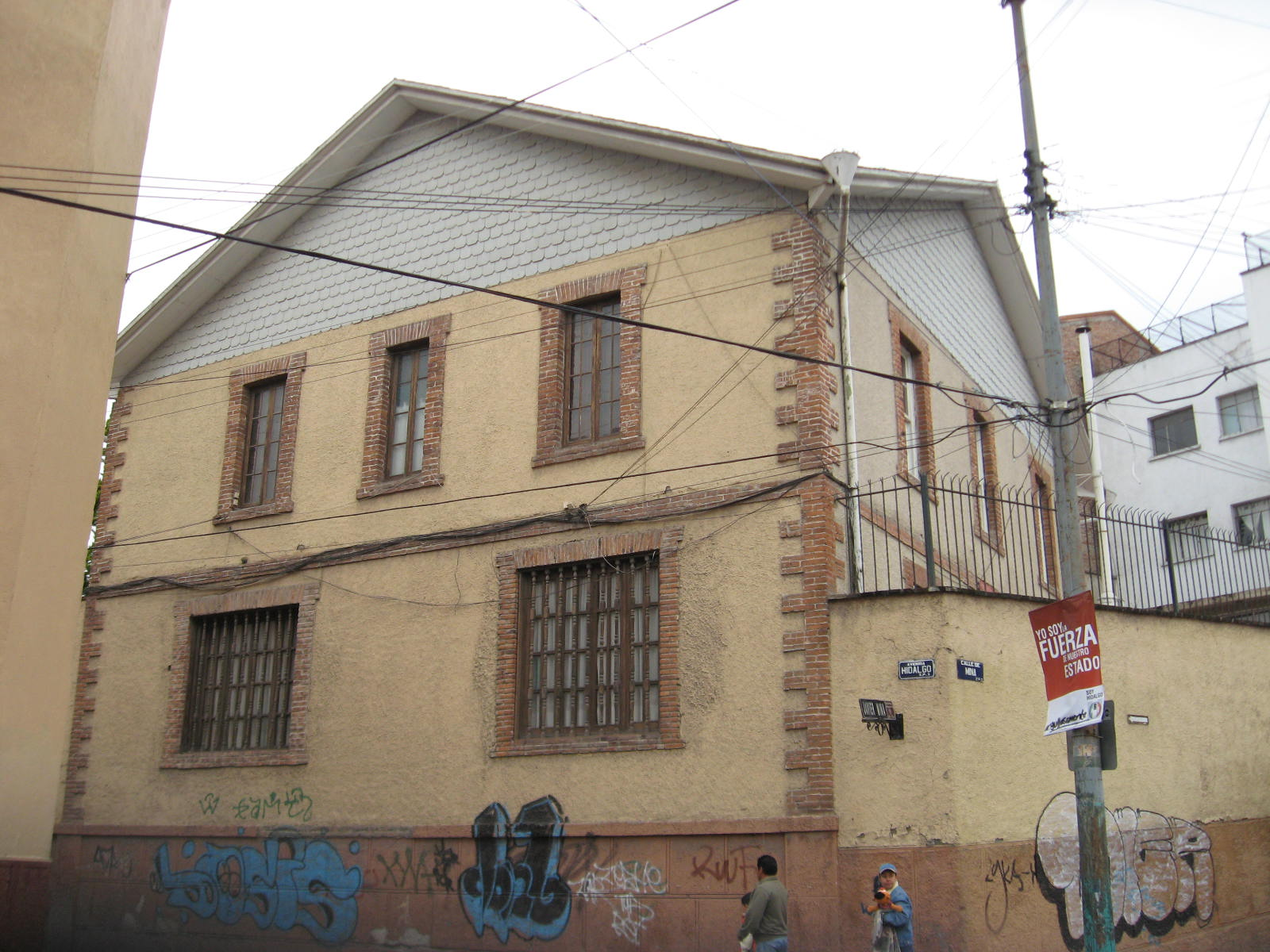
Vivienda inglesa sobre la calle de Mina en Pachuca, Hidalgo.

Cuando se abren de nueva cuenta las minas de la ciudad, llegan miles de mineros extranjeros provenientes de Europa, principalmente de Cornualles, Inglaterra, y sus alrededores, la riqueza de las minas generó que los ingleses se convirtieran en poco tiempo ciudadanos acaudalados de la ciudad de Pachuca, empezaron a construir sus casas a un costado de centro y el río de las Avenidas de Pachuca (Viaducto). La industria minera de plata recuperó el ocio de los ingleses como el deporte, el teatro y la música.

### Necaxa
En 1903 obtuvo la empresa Luz y Fuerza del Centro las concesiones para explotar los saltos de agua de los ríos Tenango, Necaxa y Xaltepuxtla. Tres años después, en 1906, nuevas concesiones de los gobiernos federal y locales, le permiten a la también llamado "MEXLIGHT" extenderse a los estados de México, Puebla, Hidalgo y Michoacán con inversores ingleses que se desplazaron desde Canadá hacia México respaldados por la Corona británica.
La historia del Necaxa inicia el 21 de agosto de 1923, cuando el Ingeniero William H. Fraser, Gerente General de la Compañía Luz y Fuerza del Centro, decide unir los equipos deportivos “Luz y Fuerza” y “Tranvías”. La Federación no permitía que los equipos llevaran nombres de empresas públicas o privadas por lo que los rojiblancos adoptaron el de Necaxa, en honor al río y a la presa Necaxa, los cuales generaban la energía distribuida por la empresa.

### Real del Monte

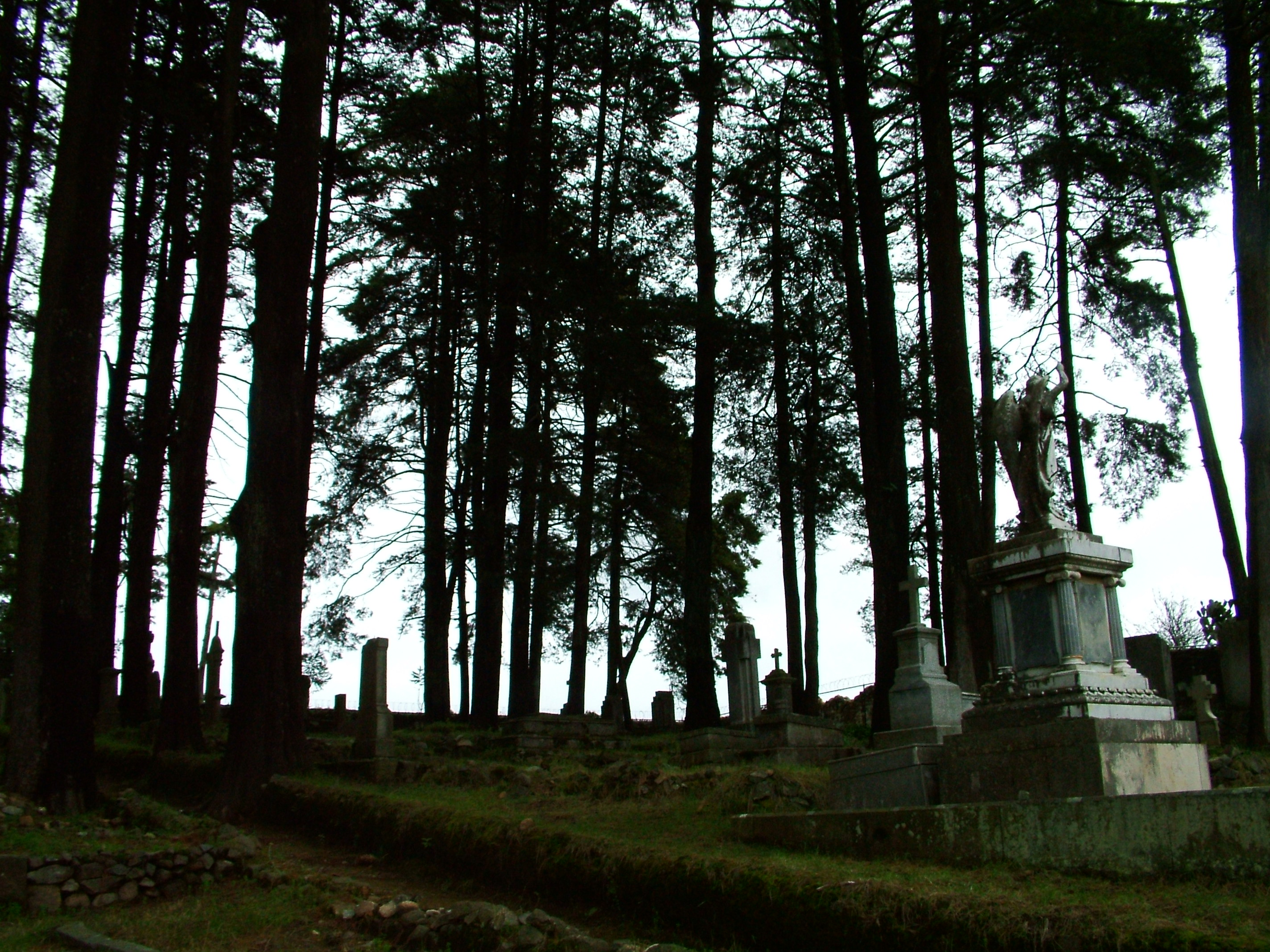
Panteón inglés.

Real del Monte a 12 km de Pachuca. Pueblo de origen minero donde se estableció la comunidad córnica; el pueblo es considerado el nacimiento histórico de la relación entre el Reino Unido y México.
El Panteón inglés fundado en 1862, en terrenos donados por la familia Straffon al pueblo de Real del Monte, Hidalgo, para sepultar a los inmigrantes y descendientes directos. Es uno de sitios históricos del pueblo córnico en el mundo. Dentro de dicho cementerio hay 620 tumbas que están orientadas hacia Inglaterra como símbolo de patriotismo. Sus lápidas cuentan historias de los mineros córnicos que murieron en duras jornadas de trabajo, de burgueses, de ingenieros, contratistas o diplomáticos británicos.

### San Quintín
San Quintín (Baja California) nace como una colonia inglesa en la segunda mitad del siglo XIX. La actividad principal de estos colonos ingleses es la captura del abulón el cual era abundante en la zona. Después de la revolución, los ingleses abandonaron el valle de San Quintín y no fue hasta la mitad del siglo XX que se fueron formando los primeros asentamientos que hoy conocemos.

### Tampico

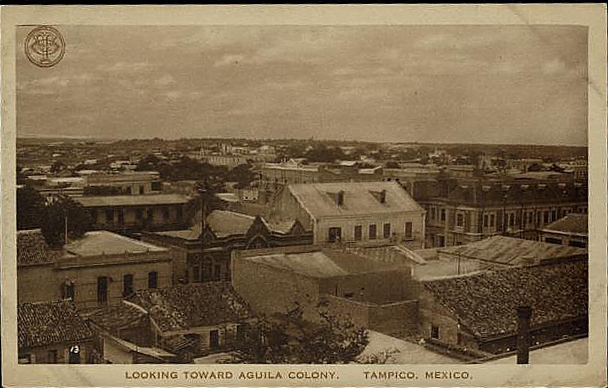
Hacia la Colonia Águila 1910s.

El auge petrolero de 1900 trajo consigo numerosos emigrantes británicos, algunos de los cuales procedían de los Estados Unidos y otros directamente de las islas, la fiebre del oro negro puso a Tampico en la mira de la Corona inglesa. El expresidente Porfirio Díaz fue uno de los principales promotores de la inversión extranjera y la fundación de colonias anglosajonas en la Ciudad de Tampico como la Colonia Águila, la cual también estuvo poblada por una numerosa comunidad estadounidense que convivió con la comunidad británica en un mismo sector de la ciudad tamaulipeca.

### Tequixquiac

La Chimenea, es un elemento escultórico en el Barrio del Refugio.

Los ingleses financian la construcción del Gran Canal de Desagüe de la Ciudad de México como parte de las obras públicas de la capital mexicana que fueron trabajos lentos y forzados, hasta que Porfirio Díaz le dio el impulso final, para ello optó por entregar a unas empresas inglesas: Mexican Prospecting and Finance Co Ltd. y la Read & Campbell (Compañías que trajeron unos 3000 trabajadores varones de Inglaterra, Gales y Alemania con experiencia en excavaciones), fundaron un campamento en las riberas del río Xothé del Tajo de Tequixquiac, ambas empresas fracasaron en la obra, debido a los gastos imprevistos y la maquinaria insuficiente para desaguar las lumbreras.
La escultura, es otra de las artes que destacan en el municipio de Tequixquiac. La Chimenea, es hoy en día un elemento escultórico que formó parte de un conjunto arquitectónico industrial de elaboración de cal, La Chimenea es un hito que se ha convertido en elemento escultórico que representa al Tajo de Tequixquiac y Barrio del Refugio, su construcción semeja a las chimeneas de las haciendas mineras de Real del Monte, debido a que fue construido y financiado por ingleses contratados por el gobierno de Porfirio Díaz.

## Religión

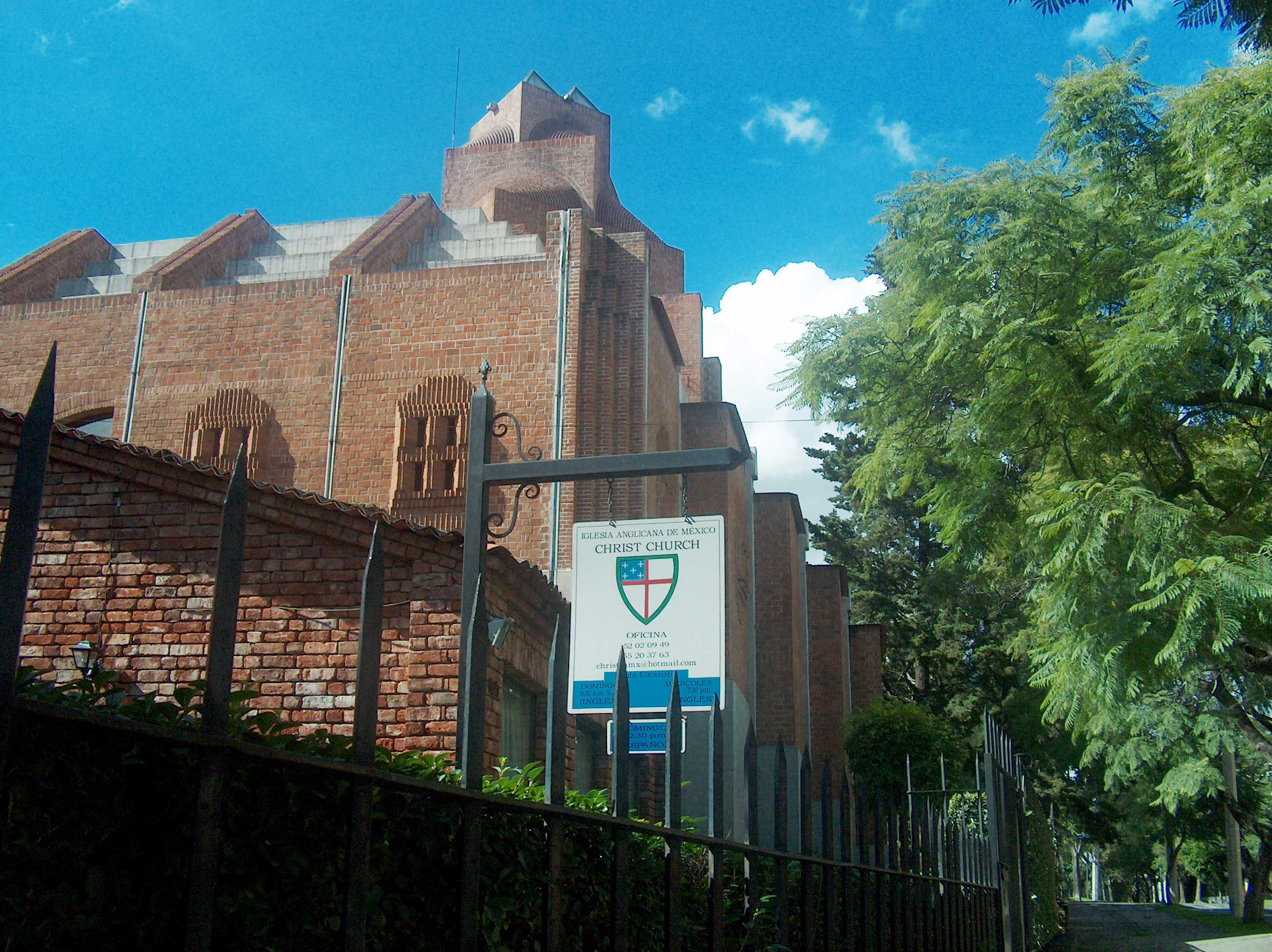
Templo anglicano Modern Christ Church en Las Lomas, Ciudad de México.

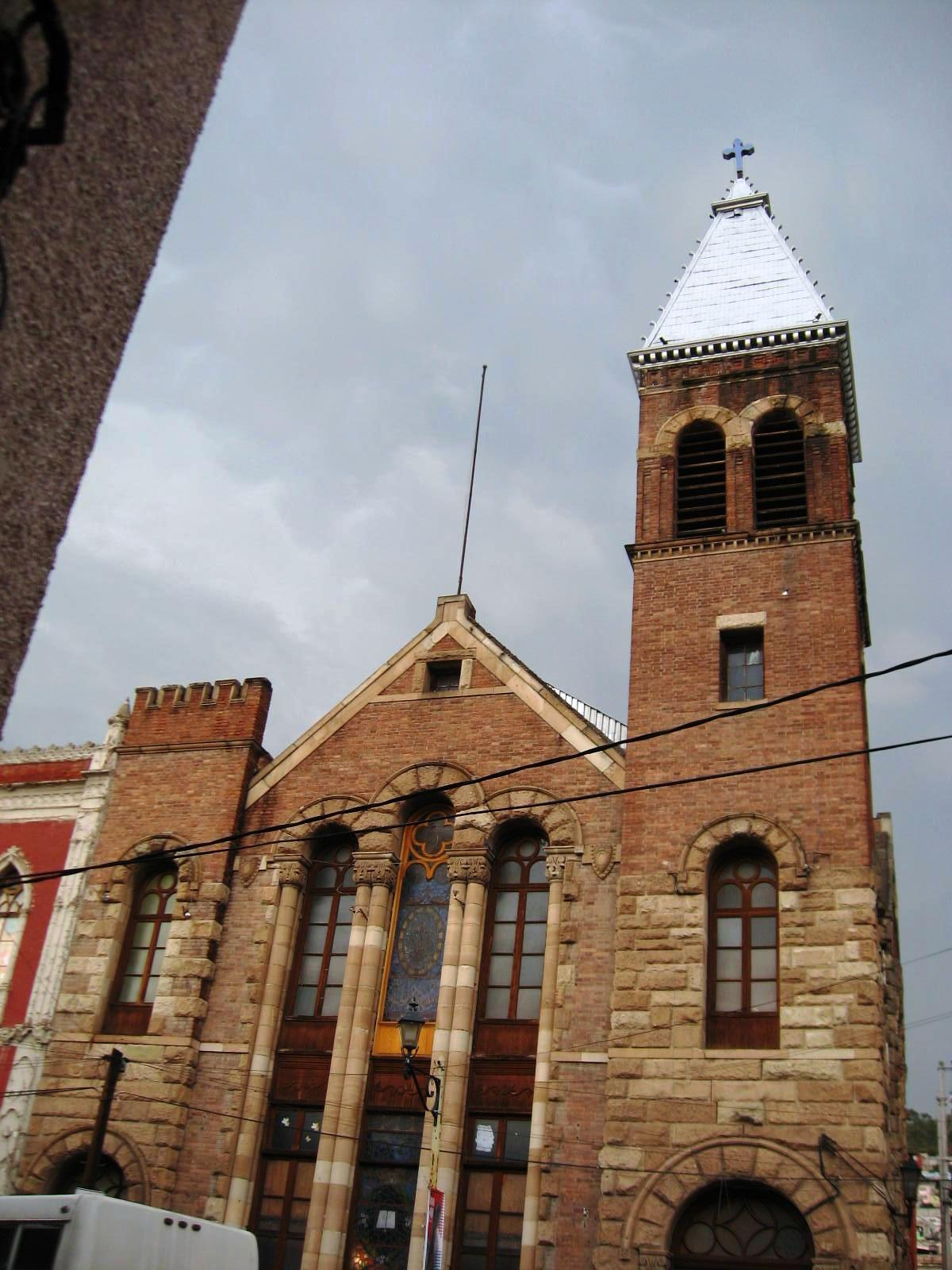
Iglesia Metodista del Divino Salvador en Pachuca, Hidalgo.

A partir de la segunda década del siglo XIX, por la presencia de numerosos directivos y técnicos mineros de origen británico, llegaron a Pachuca diversas ramas de protestantismo, entre ellas el luteranismo, calvinismo, anglicanismo y metodista. Estos mineros establecieron en 1840 la primera congregación protestante de habla inglesa en la región.
La reforma religiosa de la constitución de 1857 aseguraba la libertad de culto; de esta manera, el 25 de diciembre de 1869, se celebró formalmente el primer culto anglicano en la Ciudad de México y después en la ciudad. En 1875, Marcelino Guerrero celebró actos del culto público metodista, y entre ellos tuvo lugar el primer bautizo en Pachuca. Los datos del censo realizado en 2010, revelan un crecimiento de las personas pertenecientes a las iglesias protestantes, evangélicas y bíblicas diferentes de evangélicas y una disminución porcentual equivalente en los creyentes católicos.

## Comunidades británicas

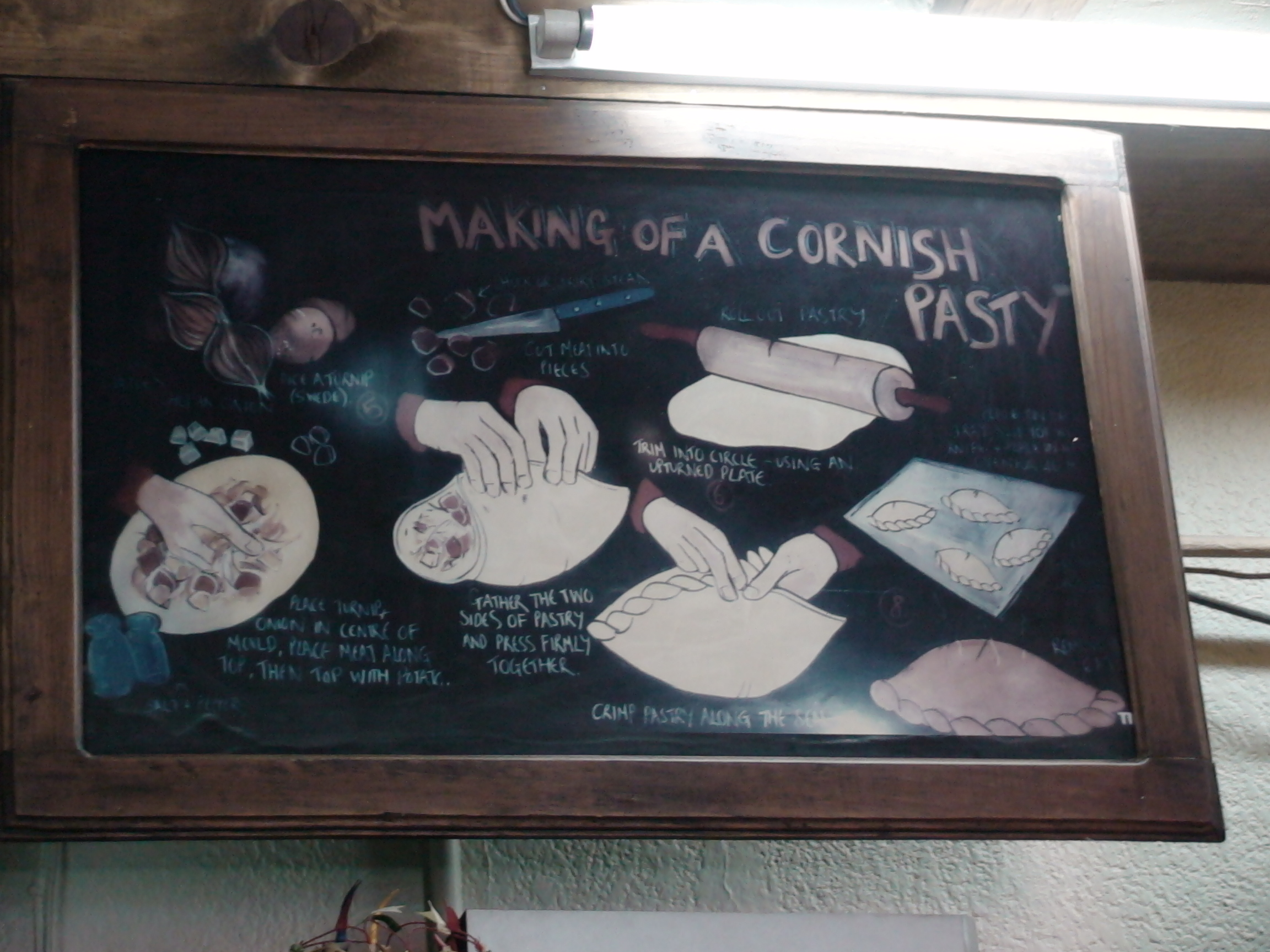
Elaboración de un paste.

### Ingleses en México

#### Córnicos en México
Los córnicos fueron muy numerosos en México, pero se estiman unos 2000 residentes provenientes de Cornualles, Inglaterra; se establecieron principalmente en Real del Monte, Pachuca, Heroica Matamoros, Tampico, San Luis Potosí y Mineral del Chico.
El payaso inglés Richard Bell, vino a México alrededor de 1885 para realizar una gira artística con sus hermanos. Se presentaron en varias ciudades, entre ellas, Pachuca. En 1907 Richard Bell fundó la primera compañía de payasos en la Ciudad de México.

### Escoceses en México
En la comunidad escocesa Saint Andrew’s Society of Mexico destacan en el ámbito cultural la banda de gaitas Saint Patrick’s Batallion, que toca el primer domingo de cada mes en la explanada del ex-convento de Churubusco en la Ciudad de México y cada año en Matamoros, Tamaulipas. En fecha reciente se anunció la creación de la banda gaitas "México City Scottish", por parte de miembros fundadores de la banda de gaitas del Batallón de San Patricio, y que busca dar representatividad a la Ciudad de México.

### Galeses en México
Los galeses no son muy numerosos en México, pero se estiman unos 1.300 residentes, principalmente en Ciudad de México, San Luis Potosí, Quintana Roo, Baja California y Campeche.

## Cultura británica en México
Leonora Carrington en 1942 emigra a México y en 1943 se divorcia de Renato Leduc. En México, la pintora restablece sus lazos con varios de sus colegas y amigos surrealistas en el exilio, quienes también se encuentran en ese país, tales como André Breton, Benjamin Péret, Alice Rahon, Wolfgang Paalen y la pintora Remedios Varo, con quien mantendrá una amistad particularmente duradera. Fue ganadora del Premio Nacional de Bellas Artes por el gobierno de México en 2005.
En 1944, James llega a México para visitar a su compañero de Oxford, Geoffrey Gilmore, y con el proyecto de "situar un Jardín del Edén" en ese país. Acompañado de Roland McKenzie y de Plutarco Gastélum, elige un terreno al borde del río Santa María, en Xilitla, en lo alto de la Sierra Huasteca del noreste de México. Se instala allí y, con ayuda de trabajadores huastecos, construye un jardín surrealista.

### Elpaste
El paste fue introducido a Hidalgo, junto con la minería y el fútbol por los ingenieros y las contratistas de Cornualles, Inglaterra que trabajaron en las minas hidalguenses en el siglo XIX. 
Los pastes originales, de papa (patata) y picadillo de carne, guardan el calor y para la hora del almuerzo aún se conservaban calientes, la trencita de pan que tienen en un costado se usaba para sujetarlos y no la comían los mineros ya que no tenían oportunidad de lavarse las manos. En la actualidad se ha modificado mucho el paste, pero aún existen pequeños locales que guardan la receta original y la verdadera esencia del paste tradicional.

## Británicos notables radicados en México
- Antonio Michael Pedroza Whitham, futbolista nacido en Chester.
- Anna Fusoni, periodista, empresaria, conferencista y analista nacida en Londres.
- Azela Robinson, actriz de televisión, cine y teatro nacida en Londres.
- Bridget Bate Tichenor, pintora surrealista nacida en Londres.
- Cedric Belfrage, socialista, autor, periodista y traductor, nacido en Londres.
- Diana Kennedy, chef especializada en gastronomía mexicana nacida en Loughton.
- Fiona Alexander, artista plástica.
- Francisco Rule, empresario, minero y accionista nacido en Camborne.
- Helen Bickham, artista.
- Henri de Châtillon, diseñador de moda y sombrerero.
- Jacqueline Evans, actriz y corredora de autos nacida en Londres.
- Jacqueline Voltaire, actriz de televisión, cine y teatro nacida en Warwickshire.
- Joy Laville, pintora y escultora nacida en Ryde.
- Julian Sedgwick, actor nacido en Gran Mánchester.
- Leonora Carrington, pintora nacida en Choley, Lancashire.
- Melanie Smith, artista nacida en Poole.
- Percy Clifford, futbolista y entrenador nacido en Cornualles.
- Thomas Baillie MacDougall, botánico nacido en la Isla de Bute.

## Mexicanos notables de origen británico
Esta lista puede contener a mexicanos descendientes de británicos por vía de alguna excolonia británica como Estados unidos, Canadá, Australia, Nueva Zelanda , etc.
- Addy Joaquín Coldwell, política y exdiputada.
- Aida Pierce, actriz y comediante.
- Aída Sullivan, primera dama de México entre 1932 y 1934.
- Alberto Braniff, aeronauta.
- Alberto J. Pawling, marino, político, ingeniero civil y funcionario público.
- Alejandro MacKinney, militar.
- Alexander Kirkland, actor.
- Alfredo Harp Helú, empresario.
- Alfredo Phillips Olmedo, economista, político y diplomático.
- Alfredo Woodward Téllez, político.
- Ana Recio Harvey, empresaria y activista.
- Ariane Metcalf Pellicer, árbitro de fútbol.
- Arturo Brizio Carter, árbitro de fútbol.
- Arturo Whaley, político.
- Aurora Walker, actriz.
- Bárbara Jacobs, escritora, poetisa y ensayista.
- Beatriz Sheridan, actriz de televisión, cine y teatro, de madre británica.
- Benjamín Cann, director de cine, televisión y teatro.
- Benjamín Hill, militar y figura histórica.
- Bob Greenwood, beisbolista.
- Bruno Newman, empresario, editor, fotógrafo y fundador del Museo del Objeto del Objeto.
- Claudio Brook, actor.
- Carlos East, actor.
- Carlos Greene, militar.
- Carlos Mendoza Davis, político y abogado.
- Carlota Camacho Hall, pintora.
- Claudio Brook, actor.
- Cristina Mason, actriz.
- Daniel Ludlow Kuri, político.
- Daniel Ruiz Robinson, futbolista.
- Diego Luna, actor.
- Eduardo Lillingston, futbolista.
- Eduardo Ferrer MacGregor, jurista, académico y profesor.
- Elizabeth Luna Traill, lingüista, profesora e investigadora.
- Elsa Cecilia Frost, académica y traductora.
- Elsa Cross, poeta, traductora y ensayista.
- Emiliano Julio Laing, militar y político.
- Emilio MacKinney, botánico y escritor.
- Enrique Creel Cuilty, político, diplomático y empresario.
- Enrique Jackson, político.
- Ernesto de Lucas Hopkins, político.
- Ernesto Saro Boardman, empresario y político.
- Eva Sámano Bishop, primera dama de México entre 1958 y 1964.
- Federico Campbell, periodista, editor, ensayista y narrador.
- Fernando Walls, químico, investigador y académico.
- Genaro Fernández MacGregor, jurista y académico.
- George Romney, político y exgobernador de Míchigan.
- Gina Cruz Blackledge, política y abogada.
- Greer Skousen, baloncestista olímpico.
- Guillermo Cañedo White, empresario.
- Guillermo Rivas Rowlatt, actor.
- Helia Bravo Hollis, científica y botánica.
- Herbert Robinson, futbolista.
- Hilda Anderson Nevárez, política y líder sindical.
- Homero Richards, piloto de automovilismo.
- Ida R. Alldredge, escritora.
- Iliana Fox, actriz.
- Isabel Burr, actriz.
- Jade Fraser, actriz.
- Jaime Andrés Brown Escutia, futbolista.
- Jaime Augusto Shelley, escritor y poeta.
- James E. Hyslop, magnate.
- Jeffrey Jones Jones, político.
- Jonathan Ernest Heath Constable, economista y analista.
- Jorge Wilmot, artesano.
- Jorge Zepeda Patterson, periodista.
- José Roberto Hill, actor.
- Juan Antonio Edwards, actor y director de cine.
- Juan Carlos Romero Hicks, político y educador.
- Karla Wheelock, emprendedora social, conferencista y consultora.
- Laisha Wilkins, actriz.
- Laureana Wright de Kleinhans, escritora.
- Leandro Rovirosa Wade, político y exgobernador de Tabasco.
- Leticia Judith Murray Acedo, modelo.
- Lila Downs, cantante y compositora.
- Lorena Shelley, cantante y exintegrante de Timbiriche (banda)
- Lucero Lander, actriz.
- Luis Humberto Crosthwaite, escritor.
- Luis Walton, abogado, empresario y político.
- Lynda, cantante.
- Manuel Bartlett Bautista, político y exgobernador de Tabasco.
- Manuel Bartlett Díaz, político y exgobernador de Puebla.
- Marco Antonio Muñoz Turnbull, político y exgobernador de Veracruz.
- Maxine Woodside, conductora de radio y televisión.
- Minnie West, actriz.
- Miroslava Breach, periodista.
- Mollie Harker, taxónoma, tecnobiologa, botánica y docente.
- Mónica Clapp, matemática.
- Natalie Warford, botánica, orquideología e ilustradora.
- Oscar Cruz Barney, abogado, investigador jurídico y académico.
- Óscar Herrera Hosking, ingeniero y político.
- Pablo Lyle, actor.
- Paco Stanley, humorista, actor y conductor.
- Paloma Woolrich, actriz.
- Paul Stanley, actor y conductor.
- Pedro F. Quintanilla Coffin, abogado y político.
- Pedro Joaquín Coldwell, político y exsecretario de energía.
- Rafael Morgan Ríos, político y funcionario público.
- Rebecca Jones, actriz.
- Rebeca Lynn Tamez Jones, modelo.
- Ricardo Abarca Lowman, actor.
- Ricardo Martínez Trimmer, futbolista.
- Ricardo Hill, actor y humorista.
- Ricardo Pascoe Pierce, político.
- Ricardo Sheffield, abogado y político.
- Roberto Albores Gleason, político y exdiputado.
- Roberto F. Barney, político y exgobernador de Colima.
- Rosario Green, política, diplomática y académica.
- Rubén Marshall, director editorial y fundador de la revista Fahrenheitº (revista).
- Salvador Rueda Smithers, historiador e investigador.
- Sarah Minter, directora de cine y videoartista.
- Susana Stephenson, senadora.
- Tom Fears, jugador de Los Angeles Rams de la NFL.
- Tomás Yarrington, político y exgobernador de Tamaulipas.
- Verónica Merchant, actriz.
- Walter Cross Buchanan, político, ingeniero y funcionario público.
- William Yarbrough, futbolista.
- Xavier Resee Case, investigador, crítico y curador de arte.
- Zoe Chamberlain, cantante y compositora.

## Tabla de flujos migratorios
| 1895 | 3.263 |
| 1900 | 2.799 |
| 1910 | 5.274 |
| 1921 | 3.954 |
| 1930 | 4.632 |
| 1940 | 2.987 |
| 1950 | 1.228 |
| 1960 | 2.437 |
| 1970 | 1.182 |
| 1980 | 2.047 |
| 1990 | 1.798 |
| 2000 | 2.686 |
| 2010 | 3.874 |
| 2020 | 4.030 |

Fuente: Estadísticas históricas de México 2009